# بیون جونگ سو
بیون جونگ سو (کره‌ای: 변정수؛ زادهٔ ۱۵ آوریل ۱۹۷۴) بازیگر و مدل اهل کره جنوبی است. او در دههٔ ۱۹۹۰ به عنوان مدل فعالیتش را آغاز کرد و استیج‌های سئول، پاریس و نیویورک از جمله برای برند کنزو حضور پیدا کرد. او حرفهٔ بازیگری خود را در سال ۲۰۰۲ آغاز کرد و در مجموعه‌های تلویزیونی زن همسایه (۲۰۰۳)، تو تنها نیستی (۲۰۰۴)، آخرین رسوایی (۲۰۰۷) و مانی (۲۰۱۱) ایفای نقش کرده‌است. بیون در سال ۲۰۰۹ خط تولید لوازم آرایشی لیچت را راه‌اندازی کرد و سه کتاب نوشته‌است.